# Atletismo nos Jogos Paralímpicos de Verão de 2012 - Salto em altura masculino
As competições de salto em altura masculino do atletismo nos Jogos Paralímpicos de Verão de 2012 foram disputadas entre os dias 3 e 8 de setembro no Estádio Olímpico de Londres, na capital britânica. Participaram desse evento atletas divididos em 3 classes diferentes de deficiência. 

## Medalhistas

### Classe F42
| Ouro   | FIJ Iliesa Delana         |
| Prata  | IND Girisha Nagarajegowda |
| Bronze | POL Lukasz Mamczarz       |

### Classe F46
| Ouro   | POL Maciej Lepiato |
| Prata  | USA Jeff Skiba     |
| Bronze | CHN Chen Hongjie   |

## F42
| Pos. | Atleta                             | 1.40 | 1.45 | 1.50 | 1.55 | 1.60 | 1.65 | 1.68 | 1.71 | 1.74 | 1.77 | Marca | Notas                |
| ---- | ---------------------------------- | ---- | ---- | ---- | ---- | ---- | ---- | ---- | ---- | ---- | ---- | ----- | -------------------- |
| 1 !  | FIJ Iliesa Delana                  | -    | -    | -    | -    | -    | o    | o    | o    | o    | xxx  | 1.74  | Recorde da Oceania   |
| 2 !  | IND Girisha Nagarajegowda          | -    | -    | -    | -    | o    | o    | o    | xo   | o    | xxx  | 1.74  | Recorde pessoal      |
| 3 !  | POL Lukasz Mamczarz                | -    | -    | -    | xxo  | o    | xo   | o    | xo   | xxo  | xxx  | 1.74  |                      |
| 4    | CHN Weizhong Guo                   | -    | -    | -    | -    | o    | o    | o    | o    | xxx  |      | 1.71  | Recorde da temporada |
| 5    | BRA Flávio Reitz                   | -    | -    | o    | o    | xo   | xxo  | o    | xxx  |      |      | 1.68  | Recorde pessoal      |
| 6    | PHI Andy Avellana                  | -    | -    | xo   | o    | xxx  |      |      |      |      |      | 1.55  | =                    |
| 7    | SRI Lesly Kumara Dobagoda Liyanage | o    | o    | o    | xxx  |      |      |      |      |      |      | 1.50  | =                    |

## F46
| Pos. | Atleta               | Classe | 1.70 | 1.75 | 1.80 | 1.85 | 1.90 | 1.95 | 1.98 | 2.01 | 2.04 | 2.06 | 2.08 | 2.10 | 2.12 | 2.14 | Marca | Notas               |
| ---- | -------------------- | ------ | ---- | ---- | ---- | ---- | ---- | ---- | ---- | ---- | ---- | ---- | ---- | ---- | ---- | ---- | ----- | ------------------- |
| 1 !  | POL Maciej Lepiato   | F44    | -    | -    | -    | -    | o    | -    | o    | o    | o    | o    | o    | -    | xo   | xxr  | 2.12  | Recorde mundial     |
| 2 !  | USA Jeff Skiba       | F44    | -    | -    | -    | -    | -    | xxo  | o    | xo   | xo   | x-   | x-   | x    |      |      | 2.04  |                     |
| 3 !  | CHN Chen Hongjie     | F46    | -    | -    | o    | o    | o    | xo   | xxo  | xo   | xxx  |      |      |      |      |      | 2.01  | Recorde paralímpico |
| 4    | JPN Toru Suzuki      | F44    | -    | -    | o    | o    | o    | xxo  | xxo  | xxx  |      |      |      |      |      |      | 1.98  | =                   |
| 5    | THA Angcan Chanaboon | F46    | -    | o    | xo   | xo   | xo   | o    | xxx  |      |      |      |      |      |      |      | 1.95  | Recorde pessoal     |
| 6    | CHN Wang Qiuhong     | F44    | o    | o    | o    | o    | xxx  |      |      |      |      |      |      |      |      |      | 1.85  | Recorde pessoal     |
| 7    | GER Reinhold Boetzel | F46    | -    | -    | o    | xxo  | xxx  |      |      |      |      |      |      |      |      |      | 1.85  |                     |
| 8    | SRI Lal Pattiwila    | F44    | -    | o    | o    | xxx  |      |      |      |      |      |      |      |      |      |      | 1.80  | Recorde pessoal     |
| 9    | USA Richard Browne   | F44    | -    | -    | xo   | xxx  |      |      |      |      |      |      |      |      |      |      | 1.80  |                     |

Legenda
| Recorde mundial      | Recorde mundial (World record)               |                       | Recorde africano                      | Recorde africano (African) |                                           | Q | Classificado por posição (Qualified) |
| Recorde paralímpico  | Recorde paralímpico (Paralympic record)      | Recorde da América    | Recorde da América (Americas)         | q                          | Classificado por melhor tempo (Qualified) |   |                                      |
| Melhor marca do ano  | Melhor marca do ano (World leading)          | Recorde asiático      | Recorde asiático (Asian)              | DNS                        | Não largou (Did not start)                |   |                                      |
| Recorde nacional     | Recorde nacional (National record)           | Recorde europeu       | Recorde europeu (European)            | DNF                        | Não terminou (Did not finish)             |   |                                      |
| Recorde pessoal      | Recorde pessoal do atleta (Personal best)    | Recorde da Oceania    | Recorde da Oceania (Oceania)          | DSQ / DQ                   | Desclassificado (Disqualified)            |   |                                      |
| Recorde da temporada | Recorde da temporada do atleta (Season best) | Recorde sul-americano | Recorde sul-americano (South America) | NM                         | Sem marca (No mark)                       |   |                                      |